# ヒ酸レダクターゼ (グルタレドキシン)
ヒ酸レダクターゼ (グルタレドキシン)（arsenate reductase (glutaredoxin)）は、次の化学反応を触媒する酸化還元酵素である。
ヒ酸 + グルタレドキシン {\displaystyle \rightleftharpoons } 亜ヒ酸 + グルタレドキシンジスルフィド + H2O
この酵素の基質はヒ酸とグルタレドキシンで、生成物は亜ヒ酸とグルタレドキシンジスルフィドである。
この酵素は酸化還元酵素に属し、ジスルフィドを受容体としてリンまたはヒ素に特異的に作用する。組織名はglutharedoxin:arsenate oxidoreductaseである。